# Mistrovství světa v rallye 2008
Mistrovství světa v rallye 2008 je název šampionátu z roku 2008. Zvítězil v něm Sebastien Loeb s vozem Citroën C4 WRC. Titul mezi týmy vyhrál Citroën Sport.

## Rallye Monte Carlo 2008
1. Sebastien Loeb, Daniel Elena - Citroën C4 WRC
2. Mikko Hirvonen, Jarmo Lehtinen - Ford Focus RS WRC '07
3. Chris Atkinson, Stéphane Prévot - Subaru Impreza WRC '07
4. Francois Duval, Eddy Chevaillier - Ford Focus RS WRC '07
5. Petter Solberg, Phil Mills - Subaru Impreza WRC '07
6. Gianluigi Galli, Giovanni Bernacchini - Ford Focus RS WRC '07
7. Jean-Marie Cuoq, Philippe Janvier - Peugeot 307 WRC
8. Per-Gunnar Andersson, Jonas Andersson - Suzuki SX4 WRC
9. Henning Solberg, Cato Menkerud - Ford Focus RS WRC '07
10. Matthew Wilson, Scott Martin - Ford Focus RS WRC '07

## Uddeholm Swedish Rally 2008
1. Jari-Matti Latvala, Miikka Antiila - Ford Focus RS WRC '07
2. Mikko Hirvonen, Jarmo Lehtinen - Ford Focus RS WRC '07
3. Gianluigi Galli, Giovanni Bernacchini - Ford Focus RS WRC '07
4. Petter Solberg, Phil Mills - Subaru Impreza WRC '07
5. Andreas Mikkelsen, Ola Floene - Ford Focus RS WRC '06
6. Daniel Sordo, Marc Marti - Citroën C4 WRC
7. Toni Gardemeister, Tomi Tuominen - Suzuki SX4 WRC
8. Juho Hänninen, Mikko Markkula - Mitsubishi Lancer Evo IX
9. Mads Ostberg, Ole Kristian Unnerud - Subaru Impreza WRC '07
10. Jari Ketomaa, Miika Teiskonen - Subaru Impreza STi N14

## Corona Rally Mexico 2008
1. Sebastien Loeb, Daniel Elena - Citroën C4 WRC
2. Chris Atkinson, Stéphane Prévot - Subaru Impreza WRC '07
3. Jari-Matti Latvala, Miikka Antiila - Ford Focus RS WRC '07
4. Mikko Hirvonen, Jarmo Lehtinen - Ford Focus RS WRC '07
5. Henning Solberg, Cato Menkerud - Ford Focus RS WRC '07
6. Matthew Wilson, Scott Martin - Ford Focus RS WRC '07
7. Federico Villagra, Jorge Perez Companc - Ford Focus RS WRC '07
8. Sebastien Ogier, Julien Ingrassia - Citroën C2 S1600
9. Jaan Mölder, Frederic Miclotte - Suzuki Swift S1600
10. Michal Kosciuszko, Maciej Szczepaniak - Suzuki Swift S1600

## Rally Argentina 2008
1. Sebastien Loeb, Daniel Elena - Citroën C4 WRC
2. Chris Atkinson, Stéphane Prévot - Subaru Impreza WRC '07
3. Daniel Sordo, Marc Marti - Citroën C4 WRC
4. Conrad Rauntenbach, David Senior - Citroën C4 WRC
5. Mikko Hirvonen, Jarmo Lehtinen - Ford Focus RS WRC '07
6. Federico Villagra, Jorge Perez Companc - Ford Focus RS WRC '07
7. Gianluigi Galli, Giovanni Bernacchini - Ford Focus RS WRC '07
8. Andreas Aigner, Klaus Wicha - Mitsubishi Lancer Evo IX
9. Sebastián Beltran, Ricardo Rojas - Mitsubishi Lancer Evo IX
10. Jari Ketomaa, Miika Teiskonen - Subaru Impreza STi N14

## Jordan Rally 2008
1. Mikko Hirvonen, Jarmo Lehtinen - Ford Focus RS WRC '07
2. Daniel Sordo, Marc Martin - Citroën C4 WRC
3. Chris Atkinson, Stéphane Prévot - Subaru Impreza WRC '07
4. Henning Solberg, Cato Menkerud - Ford Focus RS WRC '07
5. Matthew Wilson, Scott Martin - Ford Focus RS WRC '07
6. Federico Villagra, Jorge Perez Companc - Ford Focus RS WRC '07
7. Jari-Matti Latvala, Miikka Antiila - Ford Focus RS WRC '07
8. Gianluigi Galli, Giovanni Bernacchini - Ford Focus RS WRC '07
9. Khalid Al-Qassimi, Michael Orr - Ford Focus RS WRC '07
10. Sebastien Loeb, Daniel Elena - Citroën C4 WRC

## Rally d'Italia Sardegna 2008
1. Sebastien Loeb, Daniel Elena - Citroën C4 WRC
2. Mikko Hirvonen, Jarmo Lehtinen - Ford Focus RS WRC '07
3. Jari-Matti Latvala, Miikka Antiila - Ford Focus RS WRC '07
4. Gianluigi Galli, Giovanni Bernacchini - Ford Focus RS WRC '07
5. Daniel Sordo, Marc Marti - Citroën C4 WRC
6. Chris Atkinson, Stéphane Prévot - Subaru Impreza WRC '07
7. Henning Solberg, Cato Menkerud - Ford Focus RS WRC '07
8. Urmo Aava, Kuldar Sikk - Citroën C4 WRC
9. Per-Gunnar Andersson, Jonas Andersson - Suzuki SX4 WRC
10. Petter Solberg, Phil Mills - Subaru Impreza WRC '07

## BP Ultimate Acropolis Rally 2008
1. Sebastien Loeb, Daniel Elena - Citroën C4 WRC
2. Petter Solberg, Phil Mills - Subaru Impreza WRC '07
3. Mikko Hirvonen, Jarmo Lehtinen - Ford Focus RS WRC '07
4. Urmo Aava, Kuldar Sikk - Citroën C4 WRC
5. Daniel Sordo, Marc Martin - Citroën C4 WRC
6. Matthew Wilson, Scott Martin - Ford Focus RS WRC '07
7. Jari-Matti Latvala, Miikka Antiila - Ford Focus RS WRC '07
8. Henning Solberg, Cato Menkerud - Ford Focus RS WRC '07
9. Toni Gardemeister, Tomi Tuominen - Suzuki SX4 WRC
10. Conrad Rauntenbach, David Senior - Citroën C4 WRC

## Rally of Turkey 2008
1. Mikko Hirvonen, Jarmo Lehtinen - Ford Focus RS WRC '07
2. Jari-Matti Latvala, Miikka Antiila - Ford Focus RS WRC '07
3. Sebastien Loeb, Daniel Elena - Citroën C4 WRC
4. Daniel Sordo, Marc Marti - Citroën C4 WRC
5. Henning Solberg, Cato Menkerud - Ford Focus RS WRC '07
6. Petter Solberg, Phil Mills - Subaru Impreza WRC '07
7. Matthew Wilson, Scott Martin - Ford Focus RS WRC '07
8. Conrad Rauntenbach, David Senior - Citroën C4 WRC
9. Federico Villagra, Jorge Perez Companc - Ford Focus RS WRC '07
10. Barry Clark, Paul Nagle - Ford Focus RS WRC '07

## Neste Oil Rally Finland 2008
1. Sebastien Loeb, Daniel Elena - Citroën C4 WRC
2. Mikko Hirvonen, Jarmo Lehtinen - Ford Focus RS WRC '07
3. Chris Atkinson, Stéphane Prévot - Subaru Impreza WRC '08
4. Daniel Sordo, Marc Martin - Citroën C4 WRC
5. Henning Solberg, Cato Menkerud - Ford Focus RS WRC '07
6. Petter Solberg, Phil Mills - Subaru Impreza WRC '08
7. Matti Rantanen, Jan Lönegren - Ford Focus RS WRC '06
8. Toni Gardemeister, Tomi Tuominen - Suzuki SX4 WRC
9. Matthew Wilson, Scott Martin - Ford Focus RS WRC '07
10. Conrad Rautenbach, David Senior - Citroën C4 WRC

## ADAC Rallye Deutschland 2008
1. Sebastien Loeb, Daniel Elena - Citroën C4 WRC
2. Daniel Sordo, Marc Marti - Citroën C4 WRC
3. Francois Duval, Patrick Pivato - Ford Focus RS WRC '07
4. Mikko Hirvonen, Jarmo Lehtinen - Ford Focus RS WRC '08
5. Petter Solberg, Phil Mills - Subaru Impreza WRC '08
6. Chris Atkinson, Stéphane Prévot - Subaru Impreza WRC '08
7. Henning Solberg, Cato Menkerud - Ford Focus RS WRC '07
8. Urmo Aava, Kuldar Sikk - Citroën C4 WRC
9. Jari-Matti Latvala, Miikka Antiila - Ford Focus RS WRC '08
10. Toni Gardemeister, Tomi Tuominen - Suzuki SX4 WRC

## Repco Rally New Zealand 2008
1. Sebastien Loeb, Daniel Elena - Citroën C4 WRC
2. Daniel Sordo, Marc Marti - Citroën C4 WRC
3. Mikko Hirvonen, Jarmo Lehtinen - Ford Focus RS WRC '07
4. Petter Solberg, Phil Mills - Subaru Impreza WRC '08
5. Urmo Aava, Kuldat Sikk - Citroën C4 WRC
6. Per-Gunnar Andersson, Jonas Andersson - Suzuki SX4 WRC
7. Toni Gardemeister, Tomi Tuominen - Suzuki SX4 WRC
8. Federico Villagra, Jorge Perez Companc - Ford Focus RS WRC '07
9. Henning Solberg, Cato Menkerud - Ford Focus RS WRC '07
10. Martin Prokop, Jan Tománek - Mitsubishi Lancer Evo IX

## Rally RACC Catalunya 2008
1. Sebastien Loeb, Daniel Elena - Citroën C4 WRC
2. Daniel Sordo, Marc Marti - Citroën C4 WRC
3. Mikko Hirvonen, Jarmo Lehtinen - Ford Focus RS WRC '08
4. Francois Duval, Patrick Privato - Ford Focus RS WRC '08
5. Petter Solberg, Phil Mills - Subaru Impreza WRC '08
6. Jari-Matti Latvala, Miikka Antiila - Ford Focus RS WRC '07
7. Chris Atkinson, Stéphane Prévot - Subaru Impreza WRC '08
8. Andreas Mikkelsen, Ola Floene - Ford Focus RS WRC '07
9. Matthew Wilson, Scott Martin - Ford Focus RS WRC '07
10. Brice Tirabassi, Fabrice Gordon - Subaru Impreza WRC '08

## Tour de Corse 2008
1. Sebastien Loeb, Daniel Elena - Citroën C4 WRC
2. Mikko Hirvonen, Jarmo Lehtinen - Ford Focus RS WRC '08
3. Francois Duval, Patrick Pivato - Ford Focus RS WRC '08
4. Jari-Matti Latvala, Miikka Antiila - Ford Focus RS WRC '07
5. Petter Solberg, Phil Mills - Subaru Impreza WRC '08
6. Chris Atkinson, Stéphane Prévot - Subaru Impreza WRC '08
7. Urmo Aava, Kuldar Sikk - Citroën C4 WRC
8. Matthew Wilson, Scott Martin - Ford Focus RS WRC '07
9. Mads Ostberg, Ole Kristian Unnerud - Subaru Impreza WRC '07
10. Barry Clark, Paul Nagle - Ford Focus RS WRC '07

## Pioneer Carrozzeria Rally Japan 2008
1. Mikko Hirvonen, Jarmo Lehtinen - Ford Focus RS WRC '07
2. Jari-Matti Latvala, Miikka Antiila - Ford Focus RS WRC '07
3. Sebastien Loeb, Daniel Elena - Citroën C4 WRC
4. Chris Atkinson, Stéphane Prévot - Subaru Impreza WRC '08
5. Per-Gunnar Andersson, Jonas Andersson - Suzuki SX4 WRC
6. Toni Gardemeister, Tomi Tuominen - Suzuki SX4 WRC
7. Matthew Wilson, Scott Martin - Ford Focus RS WRC '07
8. Petter Solberg, Phil Mills - Suabru Impreza WRC '08
9. Federico Villagra, Jorge Perez Companc - Ford Focus RS WRC '07
10. Juho Hänninen, Mikko Markkula - Mitsubishi Lancer Evo IX

## Wales Rally GB 2008
1. Sebastien Loeb, Daniel Elena - Citroën C4 WRC
2. Jari-Matti Latvala, Miikka Antiila - Ford Focus RS WRC '07
3. Daniel Sordo, Marc Marti - Citroën C4 WRC
4. Petter Solberg, Phil Mills - Subaru Impreza WRC '08
5. Per-Gunnar Andersson, Jonas Andersson - Suzuki SX4 WRC
6. Francois Duval, Denis Giraudet - Ford Focus RS WRC '07
7. Toni Gardemeister, Timo Tuominen - Suzuki SX4 WRC
8. Mikko Hirvonen, Jarmo Lehtinen - Ford Focus RS WRC '07
9. Matthew Wilson, Scott Martin - Ford Focus RS WRC '07
10. Barry Clark, Paul Nagle - Ford Focus RS WRC '07

## Celkové pořadí

### Jezdci
1. Sebastien Loeb, Daniel Elena - Citroën C4 WRC - 122 bodů
2. Mikko Hirvonen, Jarmo Lehtinen - Ford Focus RS WRC '07/'08 - 103 bodů
3. Daniel Sordo, Marc Martin - Citroën C4 WRC - 65 bodů
4. Jari-Matti Latvala, Miikka Antiila - Ford Focus RS WRC '07/'08 - 58 bodů
5. Chris Atkinson, Stéphane Prévot - Subaru Impreza WRC '08 - 50 bodů
6. Petter Solberg, Phil Mills - Subaru Impreza WRC '08 - 46 bodů
7. Francois Duval, Patrick Pivato - Ford Focus RS WRC '07/'08 - 25 bodů
8. Henning Solberg, Cato Menkerud - Ford Focus RS WRC '07 - 22 bodů
9. Gianluigi Galli, Giovanni Bernacchinni - Ford Focus RS WRC '07 - 17 bodů
10. Matthew Wilson, Scott Martin - Ford Focus RS WRC '07 - 15 bodů

### Týmy
1. Citroën Sport - 191 bodů
2. Ford M-Sport - 173 bodů
3. Subaru World Rally Team - 98 bodů
4. Stobart Ford M-Sport - 67 bodů
5. Suzuki World Rally Team - 34 bodů
6. Munchi's Ford WRT

### Produkční šampionát
1. Andreas Aigner - Mitsubishi Lancer Evo IX - 38 bodů
2. Juho Hänninen - Mitsubishi Lancer Evo IX - 36 bodů
3. Jari Ketomaa - Subaru Impreza STi N14 - 28 bodů
4. Patrik Sandell - Mitsubishi Lancer Evo IX - 22 bodů
5. Martin Prokop - Mitsubishi Lancer Evo IX - 17 bodů

### Juniorský šampionát
1. Sebastien Ogier - Citroën C2 S1600 - 42 bodů
2. Aaron Burkart - Citroën C2 S1600 - 34 bodů
3. Martin Prokop - Citroën C2 S1600 - 32 bodů
4. Shaun Gallagher - Citroën C2 S1600 - 30 bodů
5. Michal Kosciuszko - Suzuki Swift S1600 - 22 bodů